# Carlos P. Rómulo
Carlos Peña Rómulo (Manila, 14 gennaio 1898 – Manila, 15 dicembre 1985) è stato un diplomatico, politico, generale, giornalista e scrittore filippino, artista nazionale nel campo della letteratura nel 1982. Soprannominato The General e con una carriera politica protrattasi per oltre cinquant'anni, si contraddistinse come una delle personalità filippine più note del XX secolo.
Nativo di Manila ma originario della provincia di Tarlac, studiò all'Università delle Filippine. Iniziò a lavorare in giovane età come giornalista nel 1914, per poi divenire editore nel 1918 ed iniziare a pubblicare i propri quotidiani poco più di un decennio dopo. Successivamente fu uno dei co-fondatori dello scautismo nelle Filippine e divenne generale sia nella United States Army che nella Philippine Army, partecipando allo storico sbarco su Leyte assieme a note figure come Douglas MacArthur e Sergio Osmeña.
Al termine del secondo conflitto mondiale, lavorò per il governo degli Stati Uniti d'America e successivamente occupò la carica di Presidente dell'Assemblea generale delle Nazioni Unite dal 1949 al 1950. Al suo ritorno nelle Filippine, tornò ad intraprendere la carriera politica e nel 1950 fu nominato Segretario degli Affari Esteri, carica che ricoprì più volte nel corso dei decenni successivi. Nel 1953 dichiarò il proprio desiderio di candidarsi alle elezioni presidenziali, ma non ottenne il supporto del Partito Liberale, che invece sostenne la candidatura di Elpidio Quirino, il quale fu a sua volta sconfitto da Ramón Magsaysay.
Nel corso della sua carriera politica, servì per un totale di otto Presidenti delle Filippine, da Manuel Quezón a Ferdinand Marcos. Ricoprì un ruolo fondamentale nello stabilimento di relazioni diplomatiche fra Stati Uniti e Filippine. Nel 1942 divenne il primo non americano ad ottenere il prestigioso Premio Pulitzer, per via dei suoi apporti in ambito letterario. Ottenne numerosi altri riconoscimenti nel corso della sua vita, per i suoi numerosi contributi in campo politico-diplomatico, e fu nominato artista nazionale in letteratura nel 1982.

## Biografia

### Le origini e l'infanzia
Carlos Peña Rómulo nacque nella municipalità di Intramuros, facente parte della capitale Manila, il 14 gennaio 1898 da Gregorio Rómulo e Maria Cabrera Peña (2 settembre 1869 - 24 maggio 1948). Suo padre, un rivoluzionario, era originario della città di Camiling, Tarlac, e combatté contro le forze del dominio spagnolo durante la rivoluzione filippina.

### I matrimoni e i figli
Nei primi anni venti conobbe Virginia Serapia Vidal Llamas (1905-1968), la quale sposò il 1º luglio 1924 dopo una relazione durata due anni e mezzo. La coppia ebbe quattro figli: Carlos Jr. (1925-1957); Gregorio Vicente (1927); Ricardo Jose (1933); e Roberto Rey (1938).
Il suo primogenito, Carlos Jr., morì in un incidente aereo nel 1957, mentre la moglie morì di leucemia nel gennaio 1968.
Nel 1957, ancora legato al matrimonio con Virginia Llamas, Rómulo incontrò la giornalista e scrittrice statunitense Beth Day (1924), di ventisei anni più giovane, in occasione di un'intervista rilasciata per la rivista mensile Reader's Digest. Ai tempi il generale era ambasciatore delle Filippine negli Stati Uniti e risiedente a Washington, mentre la giornalista era sposata con il connazionale Donald Day. I due si incontrarono nuovamente nel 1972, entrambi vedovi, ed iniziarono a frequentarsi; nel frattempo la Day si trasferì definitivamente a Manila l'anno seguente. La relazione provocò disapprovazione nel Presidente Ferdinand Marcos, secondo la Day per via delle trattative in corso con il governo statunitense riguardo alle basi americane nel paese, ma ciò nonostante la coppia continuò il rapporto. Rómulo e Beth Day si sposarono in una cerimonia segreta nel 1978 e nuovamente l'anno seguente in un rito civile a Manila.

### Gli ultimi anni
Nel 1980 ricevette gli elogi da parte del segretario generale delle Nazioni Unite Kurt Waldheim, il quale lo chiamò "Mr. Nazioni Unite" (Mr. United Nations) ed acclamò la sua dedizione alla pace e alla libertà.
Pur essendo stato dedito all'attività fisica e a sport quali il nuoto per gran parte della sua giovinezza, negli ultimi anni della sua vita la salute di Rómulo iniziò a deteriorare. Nonostante tali disagi, egli continuò ad esprimere il proprio pensiero riguardo alla difficile situazione in cui si trovava il proprio paese e dichiarò come si dovesse trovare al più presto una soluzione al malcontento popolare, quest'ultimo aumentato enormemente in seguito alla morte di Benigno Aquino Jr.. Rómulo trascorreva spesso periodi in ospedale per controlli periodici ma la seconda settimana del dicembre 1985 fu ricoverato in urgenza per problemi al cuore. Si spense il 15 dicembre 1985 per un'insufficienza circolatoria, un mese prima del suo ottantottesimo compleanno. Alla sua scomparsa arrivarono numerosi tributi di affetto e riconoscenza, ed il Presidente Ferdinand Marcos fece organizzare un funerale di Stato in suo onore. I suoi resti furono sepolti al Cimitero degli eroi o Libingan ng Mga Bayani.